# Liturgie
Liturgie is het geheel van voorgeschreven gebeden, ceremoniën en handelingen die een eredienst uitmaken. Zo spreekt men over de katholieke liturgie, de oosterse liturgie, etc.

## Geschiedenis

### Oude Griekenland
Het woord liturgie is afgeleid van het Oudgriekse woord λειτουργία (leitourgia), dat "volksdienst" betekent. In de Griekse stadstaten werd dit woord gebruikt voor een publiek goed dat een rijke burger uit eigen middelen financierde, ofwel vrijwillig of omdat het door de wet werd verplicht. Voorbeelden hiervan waren het bekostigen van zangers bij een opvoering en het uitrusten van een oorlogsschip. In Athene wees de stadsraad liturgieën toe aan de rijken en er was ook een wet waarmee een man die een liturgie opgedragen kreeg terwijl een nog rijkere man nog geen liturgie had vervuld, deze laatste mocht uitdagen om ofwel de liturgie uit te voeren of goederen met hem uit te wisselen.

### Liturgie in de Bijbel
In de Septuaginta, de Griekse vertaling van het Oude Testament, wordt het woord leitourgia meestal gebruikt als term voor de cultische diensten, zoals die van de priester en de leviet in het heiligdom. Ook het dienen en vereren van andere goden dan JHWH kan met 'leitourgein' worden weergegeven. In de Septuaginta heeft leitourgia de politieke en vulgaire kleur verloren die het in het klassieke Grieks wel had.
In het Nieuwe Testament wordt aangesloten bij het gebruik van leitourgia zoals dat voorkomt in de Septuaginta, al komt het woord in het Nieuwe Testament slechts vijftien keer voor. In de meeste gevallen wordt met 'de liturgie' niet de samenkomst van de gemeente bedoeld, maar wordt het woord 'liturgie' gebruikt voor de tempeldienst, het ambt van de overheid of van Christus' priesterdienst.
Vanuit het Nieuwe Testament is bekend dat de christelijke gemeente samenkwam om:
- Te lezen uit de Schriften (het Oude Testament) (1 Thessalonisenzen. 5,27)
- De prediking te horen (1 Timotheus 4, 13)
- De sacramenten te ontvangen
- Te danken (Handelingen 2,42 en 4,24)
- Te loven (in zang) (Kolossenzen 3,16 en Efeze 5 vers 19)
- Geld in te zamelen (1 Korinthe 16,2 en 2 Korinthe 8,9)

De eerste gemeenten namen bewust afstand van de tempelliturgie, omdat zij in Christus hun vervulling hadden gevonden. Vandaar dat de eerste gemeenten ook geen priesters of levieten kenden, maar oudsten en dienaren.

### Vroege christendom
De eredienst uit de Vroege Kerk doet sterk denken aan de dienst in de synagoge. Er zijn sterke aanwijzingen dat de oudchristelijke liturgie op belangrijke punten invloed heeft ondergaan van de synagogale diensten.
In de vroege Kerk werd het oudtestamentische priesterschap betrokken op de nieuwtestamentische ambten in de gemeente. Daarnaast ontstond er de agape (een gezamenlijk liefdesmaal) en in aansluiting hierop ook de sacramentele eucharistieviering (mis). Het woord 'leiourgia' wordt steeds meer toegepast op de handelingen van de ambtsdragers.
De liturgische handelingen en symbolen hebben naar plaats en tijd een verschillende vorm gekregen. Zo kristalliseerden zich diverse ritussen uit, zoals de Byzantijnse, de Koptische ritus en de Syrische ritus. In het Westen ontstond uit de apostolische liturgieën van Rome en Noord-Italië de invloedrijke Romeinse ritus, die na het Concilie van Trente (1545-1563) voor de gehele wereld overgenomen zou worden.

### Middeleeuwen
Gedurende het kerkelijk jaar zijn de liturgische gewaden specifiek gekleurd volgens de liturgische kleuren. Dit gebruik heeft zich ontwikkeld vanaf de 4e eeuw. Tot aan de 4e eeuw was wit de enige liturgische kleur. Denk bijvoorbeeld aan de witte doopgewaden. In de 12e eeuw waren de belangrijkste kleuren voor liturgisch gebruik wit, rood, groen en zwart. Vanaf de 13e eeuw worden vanuit Rome richtlijnen gegeven voor het gebruik van liturgische kleuren. Hierdoor ontstond een meer uniform gebruik van de liturgische kleuren.
In de Middeleeuwen ontstonden de zogenaamde 'pronausdiensten'. Dit waren diensten met een preek in de volkstaal, maar zonder misviering. Deze diensten werden besloten met een soort catechetisch onderwijs. In dit catechetisch onderwijs klonk het 'Onze Vader', de Tien Geboden en de Apostolische Geloofsbelijdenis.
Deze pronausdiensten zijn van grote invloed geweest op de liturgische ontwikkeling binnen de kerken van de Reformatie.

### Concilie van Trente
In de Middeleeuwen stonden in het Westen lange tijd verschillende tradities naast elkaar. Zo waren er Gallische, Keltische, Milanese en Romeinse typen van liturgie, die elk hun eigen accenten legden. Pas het concilie van Trente bracht in liturgisch opzicht een grotere eenheid. Vanaf dat moment werd de liturgie uit Rome niet alleen toonaangevend, maar ook de enige voorgeschreven liturgie. Deze vorm van misviering die is in 1570 door paus Pius V gestandaardiseerd en veralgemeend, naar aanleiding van het toenmalige Concilie van Trente, in het Latijn Concilium Tridentinum (1545-1563), vanwaar de naam tridentijnse mis.
Het Concilie van Trente heeft er voor gezorgd dat er binnen de Rooms-Katholieke Kerk een uniform beleid ten aanzien van het gebruik van kleuren in de kerk is.

#### Ontwikkelingen binnen de Rooms-Katholieke Kerk na 1962
Naar aanleiding van het Tweede Vaticaans Concilie werd de Tridentijnse mis aangepast. In de nieuwe liturgie werd de volkstaal toegestaan en tegelijkertijd werd door het Tweede Vaticaans Concilie het Latijn als universele taal van de Kerk bevestigd. Daarnaast bevestigde dit concilie het gregoriaans als de muziek die eigen is aan de Romeinse liturgie en waaraan men de voornaamste plaats dient te geven. Daarnaast werd het mogelijk dat de celebrant (ambtelijke voorganger) de mis zowel gericht naar het Oosten (ad orientem) als naar het volk mag vieren.
Over de gevolgen van het Tweede Vaticaans Concilie werd in Nederland erg fel gediscussieerd. Tussen 1968 en 1970 vond te Noordwijkerhout het Pastoraal Concilie plaats waarin vertegenwoordigers van allerlei instellingen en stromingen aan het woord kwamen. In Nederland liep het debat danig uit de hand. In 1980 werd hierover een bijzondere synode gehouden in Rome waardoor de polarisatie in Nederland afnam.
In de Tridentijnse mis wordt de communie volgens de algemeen geldende norm op de tong uitgereikt, waarbij de gelovige bij voorkeur knielend aan de communiebank plaats neemt. Na het Tweede Vaticaans Concilie is het gebruik opgekomen dat de H. Hostie op de hand wordt gegeven aan de communicant. De "communie op de hand" werd voor de hervorming van 1965 tot 1970 nog als een heiligschennis gezien, bleef tot in de jaren 1980 in het Vaticaan verboden.
Op Witte Donderdag van het jaar 2000 heeft paus Johannes Paulus II met de Institutio Generalis Missalis Romani (Algemene instructie voor het Romeinse Missaal) voorschriften gegeven die betrekking hebben op het gebruik van liturgische kleuren tijdens de mis en het officie van de Katholieke Kerk.

### Reformatie
Uit de misviering ontwikkelde zich na de Reformatie binnen de protestantse kerk een eigen manier van vieren. Binnen de reformatie ontstonden verschillende stromingen, zoals Luthers, Calvinistisch en Anglicaans. Binnen deze stromingen werden eigen accenten gelegd, maar overal kreeg de lezing van de Schriften en de prediking van de Schrift meer ruimte dan men voor de Reformatie gewend was.
De liturgie werd vrijwel ingeperkt tot lezing(en) uit de Bijbel met uitleg (preek). Later werden door de reformatorische kerken uitgebreidere liturgievormen ontwikkeld. Waar de nadruk binnen de mis zowel op de Dienst van het Woord (Liturgia Verbi) als op de Dienst van het Altaar (Liturgia Eucharistica) ligt, ligt deze binnen de protestantse kerkdienst enkel op het gelezen en gepredikte Woord. Een beschrijving van de liturgie in een protestantse kerk kan men vinden op het lemma over de kerkdienst.
De liturgie in een evangelische of charismatische gemeente wordt gekenmerkt door een informele sfeer en worden veelal andere of modernere muziekinstrumenten gebruikt dan in traditionelere kerken.
Volgens de christelijke gereformeerde predikant Dingeman Quant liggen de wortels van het Consistoriegebed in de tijd van de Reformatie, speciaal in de vluchtelingengemeenten uit die tijd. Het gebruik ontstond doordat het in die tijd geen uitzondering was dat kerkdiensten verstoord werden door politie of vertegenwoordigers van de kerk die men verlaten had. Hierdoor had men de behoefte om voor de dienst te bidden om een goed verloop.

#### Protestantse ontwikkelingen in de negentiende en twintigste eeuw
In 1911 verscheen Onze Eeredienst van de gereformeerde Abraham Kuyper en Liturgie van J.H. Gerritsen. In 1923 publiceerde de Groningse hoogleraar en Nederlands Hervormde predikant Gerardus van der Leeuw Waarom liturgie? Beginsel en praktijk. Deze publicaties zijn van groot belang geweest voor de ontwikkeling van de liturgie in Nederland. Daarnaast is van belang dat in 1920 de liturgische kring wordt opgericht.
Gerardus van der Leeuw stelt dat de liturgie een 'ambtelijk vastgestelde vorm van het verkeer tussen God en Kerk' is. De grondvorm van dit verkeer is volgens hem de 'vleeswording van het Woord'. Van der Leeuw pleit voor een sacramentele eredienst, maar wijst de rooms-katholieke sacramentsbeschouwing af.
De hervormde Oepke Noordmans reageert op deze liturgische ontwikkelingen. Zo geeft hij in 1939 zijn boek Liturgie uit. Volgens Noordmans moeten we bij liturgie niet zozeer denken aan de (aardse) tempel of eredienst, maar aan het heilswerk van Jezus in de hemel dat verkondigd moet worden en aan het apostolaat van de apostel Paulus. Dit betekent dat hij pleit voor een sobere eredienst waarin de verkondiging van het Woord centraal staat, tegelijk betekent dit dat hij zich afzet tegen een eredienst die gekenmerkt wordt door het offer (de mis) en door het mysterie. Het gaat volgens Noordmans in de kerkdienst immers om de bemiddeling van het heil en niet om de voortzetting daarvan.
In navolging van het katholieke, westerse gebruik van liturgische kleuren, gebruiken sinds het einde van de twintigste eeuw ook voorgangers binnen verschillende protestantse kerken in toenemende mate deze liturgische kleuren. In de lutherse kerkgenootschappen van Scandinavië waar het kazuifel gehandhaafd werd, draagt men reeds langer klederen in de liturgische kleuren. In de bevindelijk gereformeerde kerken wordt dit gebruik niet overgenomen.
De Nederlands Hervormde synode stelde in 1949 een Israëlzondag in. Later sloten andere kerken, zoals de Gereformeerde Kerken (1985) en de Lutherse Kerken (1988) zich aan bij dit initiatief.

## Voorbeelden van liturgieën

#### De liturgie van de gereformeerde synode van Middelburg 1933
De synode van de gereformeerde kerken vergaderde in 1933 in Middelburg. Deze synode stelde een orde van dienst vast die lange tijd van grote invloed is geweest op veel gereformeerde kerken. De liturgie van veel (bevindelijk) gereformeerde kerken lijkt sterkt op de liturgie van de Middelburgse synode van 1933. De orde zag er als volgt uit:
- Votum en (zegen) groet
- Zingen
- Voorlezen van de Tien Geboden
- Zingen
- Voorlezing van een gedeelte uit de Bijbel
- Gebed
- Zingen
- Collecte
- Prediking
- Dankgebed
- Zingen
- Zegen

In de middagdienst wordt het voorlezen van de Tien Geboden vervangen door een Geloofsbelijdenis. Voorafgaand aan de kerkdienst komt de kerkenraad samen in de consistorie en spreekt de ouderling van dienst het consistoriegebed uit.

#### Een hedendaagse (oecumenisch) protestantse liturgie
Veel traditioneel gereformeerde kerken houden een orde van dienst aan die sterk lijkt op bovenstaande orde van dienst uit Middelburg. Een doorsnee protestantse dienst heeft ongeveer de volgende orde van dienst:
- Consistoriegebed
- Aansteken van de kaarsen
- Gebed van toenadering / Drempelgebed
- Intochtspsalm (Introïtuspsalm)
- Kyrie en Gloria
- Zondagsgebed (Collecta)
- Schriftlezingen
- Antwoordpsalm of lied
- Prediking
- Geloofsbelijdenis
- Gebeden
- Toebereiding van de tafel
- Gebed over de gaven
- Tafelgebed
- Onze Vader
- Communie
- Dankzegging
- Wegzending en zegen